# Strike Witches
Strike Witches (japonès: ストライクウィッチーズ, hepburn: Sutoraiku Witchīzu) és un projecte multimèdia creat originalment per Humikane Shimada a través d'una sèrie de columnes il·lustrades en revistes. Més tard va ser adaptat en dues sèries de novel·les lleugeres, diverses sèries de manga, dues OVAs, una pel·lícula i una sèrie d'anime per televisió amb dues temporades i una altra en camí.

## Argument
Sèrie ambientada a una Terra alternativa a mitjans del segle xx, on transcorre una lluita per protegir aquest món utilitzant una combinació de màgia i tecnologia en una recreació fictícia dels esdeveniments que ocorren en la Segona Guerra Mundial amb els exèrcits nacionals unint forces per fer front units a una amenaça alienígena aclaparadora en lloc de lluitar entre si.
Els Neuroi, unes entitats d'origen desconegut, van anar apareixent esporàdicament al llarg de la història humana, però mai va representar una amenaça seriosa fins després de la invenció del motor màgic, un dispositiu de vapor que amplifica la capacitat màgica d'una bruixa moltes vegades, i el consegüent augment en l'ús de la màgia. La primera onada d'atacs Neuroi culminaren en la Primera Guerra Neuroi, que va durar fins al 1917 i va ser una gran victòria per al Neuroi, ja que la humanitat encara no havia descobert un mitjà per lluitar eficaçment contra ells i es va veure obligada a retirar-se constantment. Tot i perdre la Primera Guerra Neuroi, la humanitat encara preval en els llocs on els atacs Neuroi eren rars.
La Primera Guerra Neuroi podria ser interpretada com una preparació del terreny per allò que vindria més tard. El 1939, els Neuroi llancen un atac a una escala sense precedents a l'Europa continental. Com les nacions europees s'havien acostumat a la pau, no estaven preparats per l'assalt i van començar a caure un darrere l'altre. Ostmark va ser colpejada primer i va caure ràpidament. Karlsland, un estat militarista, va ser capaç de resistir els Neuroi per molt més temps, però, així i tot, es van veure obligats a retirar-se eventualment, amb el seu exèrcit dispersant-se cap a l'est i l'oest. Gallia no va ser capaç d'aguantar molt més contra un assalt per terra des dels ruscs Neuroi, i les forces militars allà va centrar els seus esforços en l'evacuació de la quantitat més gran possible de persones a Britannia, que, com una nació insular, era molt més defensable contra els Neuroi.
Els Neuroi es multipliquen de pressa i són capaços de llençar atacs imprevists fent aparèixer ruscs en zones inesperades. Les armes dels Neuroi prenen principalment formes similars a les aeronaus, però la seva tàctica més problemàtica i preocupant és la difusió d'un miasma corrosiu. No només els humans qualssevol manquen d'una defensa contra aquest miasma, a més a més les restes dels terrenys afectats per ella són processades pels Neuroi en noves armes, enfonsant enormes sectors d'antigues nacions al mar. Com que el miasma sembla incapaç de propagar-se a través de grans masses d'aigua, la humanitat ha designat aquestes àrees com les seves principals línies de defensa. Les armes convencionals són pràcticament inútils contra tal enemic, i el seu avenç inexorable seria completament imparable si no fos per unes unitats que s'aixequen com l'última esperança de la humanitat.
Algunes dones, des de temps immemorables, han estat capaces de manipular energies, energies arcanes, màgia. Són les anomenades bruixes. Finalment, es va descobrir que les bruixes podien bloquejar el miasma i els atacs del Neuroi, gràcies a la màgia, cosa que els permet apropar-se prou a aquests per potencialment defensar-se i contraatacar. Les bruixes jugaren ja un paper destacable en la Primera Guerra Neuroi, però no seria fins més endavant que podrien treure el seu màxim potencial, elevant-se com la darrera esperança de les nacions del món. Això fou possible en bona part gràcies al sorgiment d'un complement per a les bruixes en la batalla, la Unitat Striker, que va ser desenvolupada pel Dr. Miyafuji el 1935. Aquests aparells, equipats a les cames, venen a ser la nova escombra de les bruixes, amb múltiples beneficis: no només deixa els braços lliures, augmenta la mobilitat, l'estabilitat, la rapidesa i l'agilitat de la bruixa, la Unitat funciona amb un motor màgic que incrementa i amplifica els poders de la bruixa, millorant les seves habilitats màgiques. Els permeten volar ràpidament i amb gran agilitat empunyant armes que en qualsevol altre cas haurien de ser portades en vehicles, protegides a la vegada per la màgia. La nova generació de bruixes, que van volar amb aquesta nova Unitat Striker, van ser conegudes, amb gran devoció i respecte, com a Strike Witches. Amb baixes pràcticament nul·les i de gran versatilitat i dinamisme, les bruixes han estat resistint una rere l'altra les onades de Neuroi, mantenint segures les vides de moltes persones i salvant les d'altres moltes.
Els Neuroi es van expandir cap a l'est, conquerint gran part d'Orussia i expandint-se fins que la "Suomus Misfits Squad" va ser capaç d'anotar algunes victòries sorprenents i mantenir la línia contra l'avenç Neuroi. Salvaren, així, la nació de Suomus. Les victòries d'aquesta esquadra van inspirar la formació d'ales conjuntes de combat, que es componen de bruixes de diverses nacions treballant juntes, on van ser capaces d'aportar variades tecnologies i habilitats juntes. Aquestes se situen en les zones més estratègicament importants, i solen incloure alguns dels grans asos.
Malgrat que els Neuroi ataquen Europa, Àfrika i Àsia, les valentes noies de les diverses ales de combat lluiten juntes per protegir la humanitat.

## Sèries derivades

### Còmics
- Strike Witches: Witches of Andorra de Takeshi Nogami: de 32 pàgines amb una història situada a l'Andorra del 1940 i reconegut com a documentat de manera fidel quant a l'ambientació.[4]